# Helina alternimacula
Helina alternimacula este o specie de muște din genul Helina, familia Muscidae, descrisă de Xue și Wang în anul 1986. Conform Catalogue of Life specia Helina alternimacula nu are subspecii cunoscute.